# Nozizwe Dube

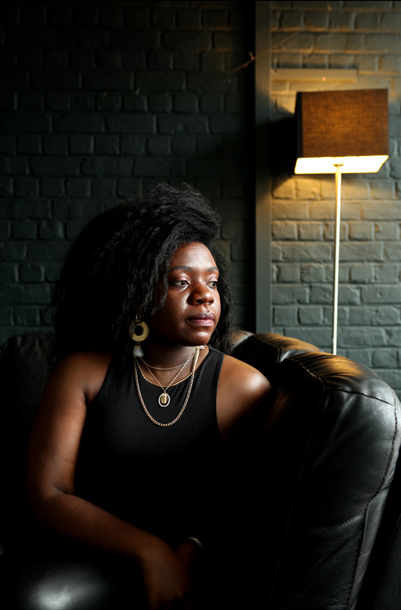
Nozizwe Dube, 2021

Nozizwe Dube (1995) is een Belgisch-Zimbabwaanse feministe en schrijft voor MO*. Ze was voorzitter van de Vlaamse Jeugdraad en werd verkozen door de Schwarzkopfstichting tot Europeaan van het jaar 2017.
In 1995 werd Nozizwe Dube geboren in Zimbabwe. Haar moeder kon het regime van Robert Mugabe ontvluchten en zo kwam Nozizwe in 2010 op 14-jarige leeftijd dankzij het Rode Kruis in België terecht. Na haar middelbaar in Tervuren ging ze rechten studeren aan de Katholieke Universiteit Leuven. In 2015 werd ze verkozen tot voorzitster van de Vlaamse Jeugdraad; zij bleef aan tot begin 2018. Bij de gemeenteraadsverkiezingen van oktober 2018 kwam ze op voor CD&V.
Dube schreef een bijdrage aan het boek Zwart - Afro-Europese literatuur uit de Lage Landen, onder redactie van Vamba Sherif en Ebissé Rouw (2018).
In 2021 studeerde ze af in Internationaal recht aan de Juridische faculteit van de KU Leuven. Vanaf februari 2021 schrijft ze columns voor SamPol. 